# Ilya Sherbovich
Ilya Viktorovich Sherbovich (en ruso: Илья́ Ви́кторович Щербо́вич; nacido el 23 de diciembre de 1974, Vladímir, Rusia) es un empresario ruso. Fundador, jefe ejecutivo y administrador de la compañía inversionista de United Capital Partners (UCP).

## Biografía
Ilyá Sherbóvich nació el 23 de diciembre de 1974 en Vladímir (ciudad situada a 200 km al sudeste de Moscú). En la infancia vacó seriamente en ajedrez. En 1991, terminada la escuela, Sherbóvich ingreso en la Universidad Plejánov de Economía de Rusia.

## Carrera
En el segundo curso de Universidad emprendió su carrera en Corporación Financiera Internacional, la sociedad inversionista del Banco Mundial, cuya orientación son los mercados de países adelantados. En 1994 Sherbovich cambió su puesto en el departamento de privatización en la IFC por la plaza de consiliario de la Unidad de seguimiento del mercado de valores como parte de la comisión titularía federal.
En 1995 Ilya Sherbovich se unió al “Grupo Financiero Coadunar” (United Financial Group, UFG), donde trabajó durante 12 años. La UFG (GFC) fue fundada en 1994 por Borís Fiódorov, ex vicepremier ministro de Rusia, y Charles Ryan, su colega del Banco Europeo para la Reconstrucción y el Desarrollo, como una empresa de corretaje.
En 2003 Deutsche Bank adquirió 40% de la UFG, recibiendo derecho de opción sobre la recompra completa de la empresa, que aprovechó luego en el año 2008. Sherbovich mantuvo el cargo del presidente en la estructura recién formada del “DeutscheUFG“ y encabezó la impresa inversional en el departamento ruso de Deutsche Bank. El banco ocupaba una posición dirigente en el mercado ruso de las ubicaciones accionales primarias y secundarias y de las transacciones de M&A durante su presidencia. En el 2006, en el momento, cuando vendieron la UFG a una estructura filial de Deutsche Bank, Sherbovich alcanzó ser el tercer mayor copropietario de la empresa con una cuota de 20% aproximadamente.
En 2007 Sherbovich organizó su propio proyecto y invertio el dinero, que obtenio de la venta de su interés en el Grupo Financiero Coadunar. Un grupo de ex empleados y accionistas de la UFG a finales de 2006 crearon una nueva empresa inversiva, United Capital Partners. En septiembre de 2007 Sherbovich ocupó el cargo de presidente y socio gerente de UCP con participation capital mes de 50%.
De acuerdo con la información de Forbes de agosto de 2013, los activos totales bajo gestión del grupo constituían 3 500 millones de dólares. En verano de 2016 a Ilya Sherbovich le pertenecía 77,7% del grupo de empresas de la UCP.

## Vida privada

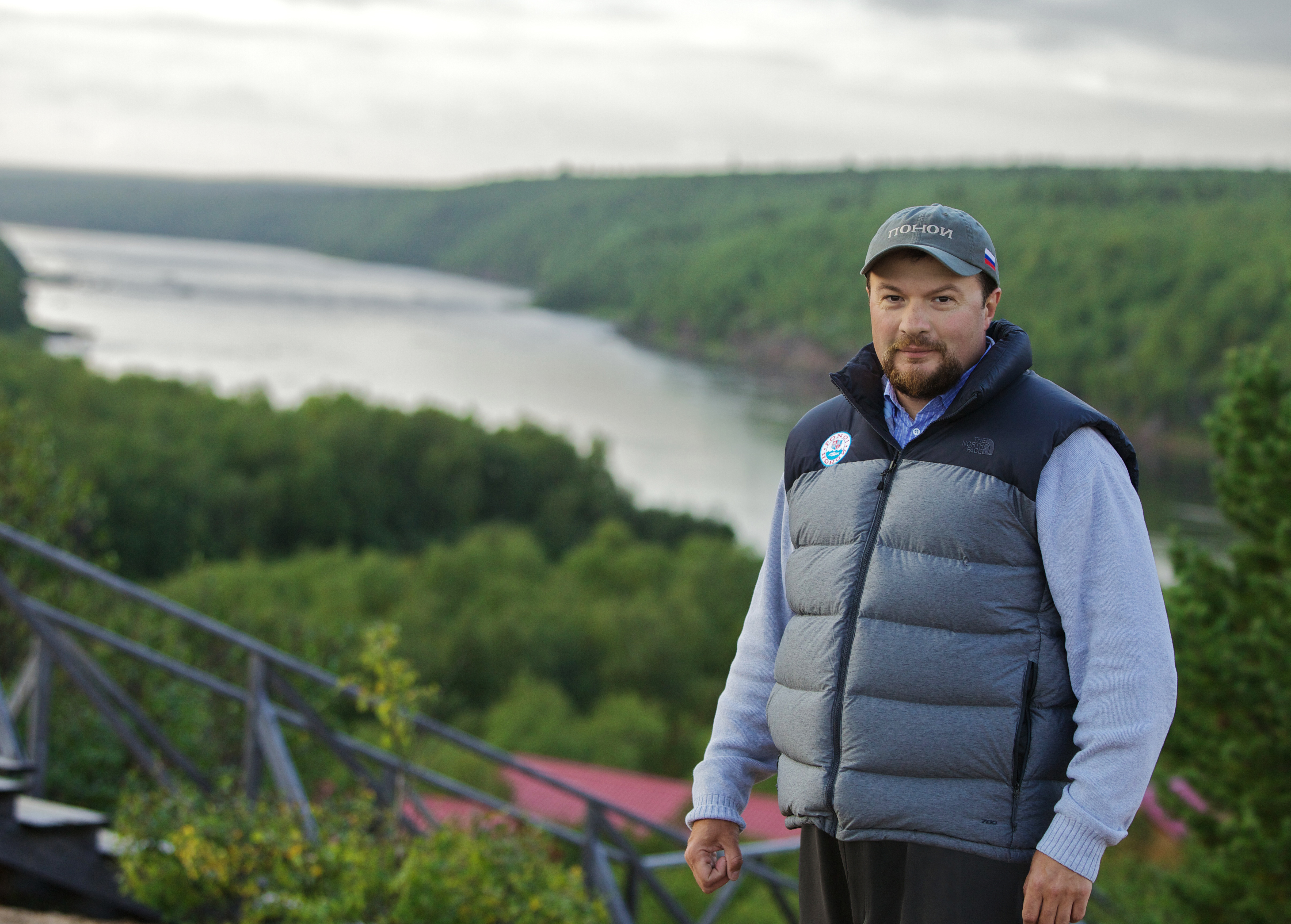
Ilyá Sherbóvich y río Ponói, 2014

Ilyá Sherbóvich está casado y tiene un hijo y una hija. “La familia, el trabajo y la pesca con mosca”, — estas tres prioridades esenciales en su vida nombra Sherbóvich en el periódico Védomosti.

## Aficiones
Sherbovich posee numerosos récords mundiales de la Asociación Internacional de Pesca Deportiva (International Game Fish Association) por la pesca con cola de rata. El más notable es el victorioso hucho taimen de 30,4 kg de peso, capturado con este tipo de pesca.
Sherbovich es uno de los fundadores de la organización no commercial defensora de especies salmonidas en el territorio de Rusia llamada “Salmón Ruso”. También ejercita el cargo de director en la mayor organización benéfica que protege al salmón salvaje, Wild Salmon Center.
Asimismo Sherbovich es propietario de una empresa de viaje pescadera “Río de Ponoj” en la región de Murmansk. La empresa  ofrece licencia para pesca de salmón atlántico deportiva en el río Ponoj (80 km de largo) en la península de Kola.